# Receptor limfocytu B
Receptor limfocytu B, receptor immunoglobulinowy, immunoglobulina powierzchniowa, BCR (od ang. B-cell receptor) – receptor antygenowy wbudowany w błonę limfocytu B, odpowiadający za przekazanie sygnału aktywującego do wnętrza komórki oraz wchłonięcie antygenu.
Składa się z umieszczonego w błonie komórkowej przeciwciała oraz dwóch dodatkowych łańcuchów polipeptydowych: Igα i Igβ (odpowiednio: CD79a i CD79b).
Przeciwciało umieszczone w błonie komórkowej różni się od przeciwciała wydzielanego tym, że posiada dodatkową domenę przezbłonową oraz wewnątrzkomórkową, natomiast jego swoistość i powinowactwo do antygenu są takie same jak w przypadku przeciwciał wydzielanych przez dany klon limfocytów. Klasa przeciwciała umieszczonego w błonie jest taka sama, jaką będą miały przeciwciała wydzielane przez limfocyt, dlatego na podstawie BCR można mówić o, na przykład, limfocytach B IgM+ (czyli wydzielających przeciwciała IgM, występujące także w postaci BCR na ich powierzchni).
Łańcuchy Igα i Igβ pełnią funkcję białek przekazujących sygnał do wnętrza komórki. Nie wiążą się bezpośrednio z antygenem, lecz odbierają zmiany konformacyjne przeciwciała błonowego i pobudzają kinazy odpowiedzialne za przekazywanie sygnału. Ich rola jest więc podobna do roli CD3 w kompleksie z receptorem limfocytu T.